# اوجورين
اوجورين هو بروتين يُشَفَّرُ بواسطة جين C2orf40 في الإنسان.